# John Adams
För andra betydelser, se John Adams (olika betydelser).
John Adams (uttal: ['ædəmz]), född 30 oktober 1735 i Braintree i Norfolk County, Massachusetts (i dåvarande Brittiska Nordamerika), död 4 juli 1826 i Quincy, var en amerikansk statsman, som var USA:s andra president åren 1797–1801. Dessförinnan var han 1789–1797 USA:s första vicepresident, under George Washingtons presidentperiod. 
Adams var en av fem författare till USA:s självständighetsförklaring, liksom en av USA:s grundlagsfäder. Hans son John Quincy Adams blev senare USA:s sjätte president.

## Biografi

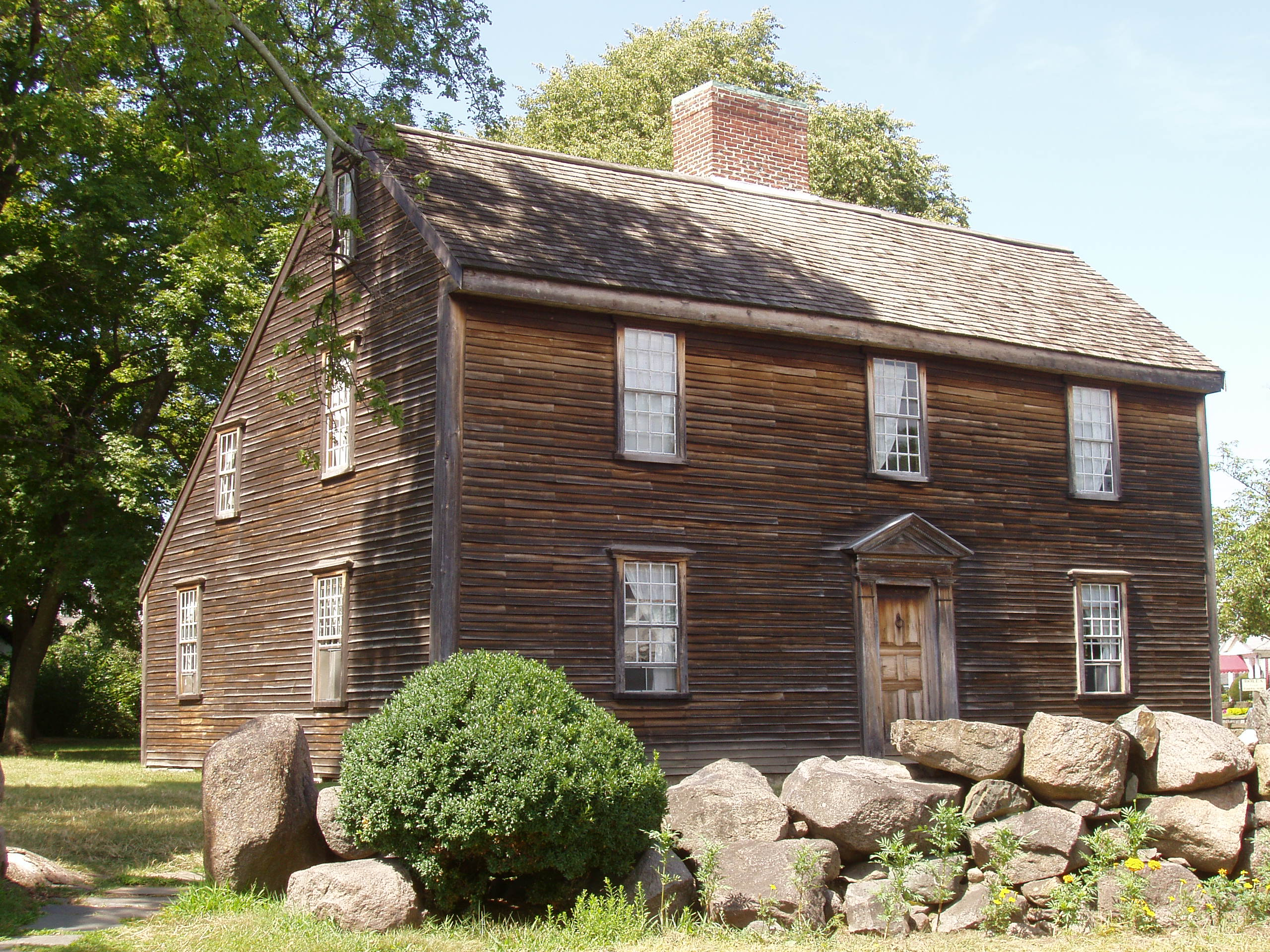
Johan Adams födelseboställe i Quincy i Massachusetts.

### Uppväxt och tidigt yrkesliv
Adams föddes som den äldsta av tre bröder, den 30 oktober 1735 (19 oktober 1735 om man räknar efter den mer gammaldags julianska kalendern), i dåvarande Braintree i Massachusetts. Området överfördes 1792 till grannstaden Quincy. Hans födelseplats är nu en del av Adams National Historical Park.
Hans far, även han med namnet John (1690–1761), var bonde och son i fjärde led till Henry Adams, som 1636 (alternativt 1638) utvandrade från Barton St. David i Somerset i England, till Massachusetts Bay-kolonin. Hans mor var Susanna Boylston Adams.
Den unge Adams läste i 15-årsåldern vid Harvard College. Hans far förväntade sig att den unge John skulle bli präst.
Efter att ha utexaminerats 1755, lämnade han skolan för tre år som lärare i Worcester, för att själv kunna avgöra vilken bana han skulle satsa på. Efter mycket begrundande bestämde han sig för att bli jurist. Redan 1756 började han läsa rättsvetenskap hos James Putnam, en ung men framstående jurist i Worcester.

### Politisk karriär
Harvard-studierna ledde honom in på en politisk bana. Som politiskt aktiv var han 1774–1777 delegat för Massachusetts på första och andra kontinentalkongresserna. Han förespråkade ivrigt den politiska frigörelsen från Storbritannien och var en kraftfull talare. Han var en av de fem som författade 1776 års oavhängighetsförklaring (Declaration of Independence).
Adams medverkade till fredsförhandlingarna efter USA:s självständighetskrig, och därefter blev han landets första diplomatiska sändebud i London. Han verkade som amerikansk diplomat i Europa åren 1778–1788, inledningsvis som sändebud i Frankrike och i Nederländerna.
Politiskt företrädde han konservativa och aristokratiska tankar, och han var en av grundarna av Federalistiska partiet. Partiet, som annars leddes av Alexander Hamilton, stödde en stark centralmakt, ägarintressen och tätt samarbete med Storbritannien. Detta kontrasterade mot de Thomas Jefferson-ledda demokrat-republikanerna, vilka ville begränsa statens roll och makt.

### Vicepresident och president
Därefter tillträdde Adams 1789 som USA:s första vicepresident, och rollen som vicepresident gav honom en hög synlighet och favoritskap till att bli den kommande presidenten. 1796 valdes han till president – efter de åtta åren med George Washington. Under sin tid som president antogs de antidemokratiska Alien and Sedition Acts, fyra federalist-författade lagar som han undertecknade men utan egen övertygelse. Dessa fyra lagar ville begränsa invandringen och invandrarnas rättighet och var en direkt följd av de försämrade relationerna med revolutionens Frankrike. Invandrare tenderade därefter att allt oftare liera sig med det republikanska partiet.
Som president strävade han framgångsrikt efter att undvika att låta USA dras in i de europeiska oroligheterna och krigen efter franska revolutionen. Med stöd av republikanska partiet avstyrde han krig med Frankrike, vilket innebar att han kom i konflikt med den krigsvänliga majoriteten i det egna federalistiska partiet.
På hösten år 1800 blev han den förste president som flyttade in i Vita huset under dess färdigställande. Vid presidentvalet samma år förlorade han knappt mot republikanernas kandidater Thomas Jefferson och Aaron Burr, och han tvangs därefter lämna politiken. Förlusten i presidentvalet förorsakades av den ovannämnda splittringen inom partiet.

### Senare år
Efter presidentskapet ägnade sig John Adams åt ett tillbakadrag familjeliv på gården i Massachusetts. Han fortsatte dock att under återstoden av sitt liv ägna sig åt skriftställeri, inklusive ett uppmärksammat brevväxlande med sin vän men politiska motståndare Thomas Jefferson.
John Adams avled 4 juli 1826 – USA:s nationaldag – exakt samma dag som efterträdaren Thomas Jefferson. Denna dag firade USA sin 50-årsdag.

## Familj och eftermäle
Adams gifte sig 1764 med Abigail Smith, som han inofficiellt kallade sin främsta rådgivare. Tillsammans fick de barnen Abigail (1765–1813), den blivande presidenten John Quincy (1767–1848), Susanna (1768–1770), Charles (1770–1800), Thomas Boylston (1772–1832) och Elizabeth (1775; hon dog vid födseln). Dessutom fick hon ett missfall 1777. Adams politiska engagemang gjorde att familjelivet blev lidande; intressant nog valde sonen John Quincy att småningom bli medlem i det andra stora partiet – republikanerna. Abigail var själv en aktiv skriftställare, och hennes nästan 2000 kvarlämnade brev är en av sin tids mest genomlysande samlingar av samtidskommentarer. Hon kämpade för kvinnors rätt till skilsmässa och till att inneha egendom.
Adams var i övrigt en flitig debattör och skriftställare i politiska frågor, och han har för eftervärlden framstått viktigare som politisk filosof än som politiker. De efterlämnade dagböckerna och andra papper har givits ut i en mängd volymer.  Hans religiösa tillhörighet var som unitarist.
Fram till 2001 års tillträde för George W. Bush (son till George H.W. Bush) var John Adams den ende amerikanske president som även blivit far till en president. Fram till den 12 oktober 2001 var han som 90-åring den äldste före detta presidenten genom tiderna i USA; denna dag passerades han av Ronald Reagan i ålder.
Asteroiden 3726 Johnadams är uppkallad efter honom.